# جیمز ال ونبل
جیمز ال ونبل (انگلیسی: James L. Venable؛ زادهٔ ۱۹ اکتبر ۱۹۷۵) یک آهنگساز است.
از فیلم‌های او می‌توان به فروشنده‌ها، قسمت دوم اشاره کرد.